# Застіноцьке родовище пісковику
Застіноцьке родовище пісковику — родовище на північно-східній околиці села Застіноче Теребовлянського району Тернопільської області.
Представлене пісковиком девонського віку, зеленувато-сірим та рожевим, кварцовим, щільним. Пісковик придатний для бутового каменю, як щебінь для бетону, а також як облицювальний матеріал для пам'ятників, бордюрів, тротуарних плит, облицювання будівель тощо.
До 1939 червоний камінь-пісковик вивозили до Персії, Китаю, Японії та інших країн. Ян Бохенек, Л. Земський й ін. скульптори виготовляли з нього пам'ятники; ним мостили дороги і тротуари в Галичині, на Поділлі й Волині. За радянської влади цим каменем викладено ряд тротуарів у Москві (нині РФ), територію бавовняного комбінату.
Запаси за промисловими категоріями на 1 січня 2000 становили 1629 тис. м³.
Родовище розробляють.